# 井川秀栄
井川 秀栄（いかわ しゅうえい、1985年6月14日 - ）は、日本の声優、俳優。香川県高松市出身。プロダクション・タンク所属。

## 略歴
青年座研究所、映像テクノアカデミア出身。2011年4月にネクシードに所属し、2016年5月31日をもって退所。フリー期間を経て、2016年8月12日よりプロダクション・タンクに所属。
『銀魂.』の喜々の部下B役で日本国内のアニメに初出演。

## 人物
特技は自転車、タップダンス、ソフトテニス、コインマジック、歌をそれぞれ挙げている。
2010年8月に自転車で東京から香川に帰省し、2017年5月には原付で東京から香川を往復した。

## 出演
太字はメインキャラクター。

### テレビアニメ
2017年
- 銀魂.（喜々の部下B）
- 戦姫絶唱シンフォギアAXZ（亡命者）
- キノの旅 -the Beautiful World- the Animated Series（審査官）

2018年
- ルパン三世 PART5（学生A、アニィ、手下、PMC、レポーター）
- 夢王国と眠れる100人の王子様（おじさん、海賊2）

2019年
- ルパン三世 グッバイ・パートナー（ドライバー）
- どろろ（家臣B）
- キャロル&チューズデイ（移民監理局隊員）

2020年
- 映像研には手を出すな!（黒服）
- 啄木鳥探偵處（観客、物乞い）

2021年
- ルパン三世 PART6（2021年 - 2022年、情報屋、船長）

2022年
- 幻想三國誌 -天元霊心記-（賊徒）
- ニンジャラ（2022年 - 2024年、 村人、花火職人）
- 平家物語（瀬尾兼康）

2023年
- 勇者が死んだ!（村人）
- Helck（親方）
- ゾン100〜ゾンビになるまでにしたい100のこと〜（副長、じいさんB、ゾンビ2）

2024年
- 烏は主を選ばない（南家の宮烏）
- ぷにるはかわいいスライム（2024年 - 2025年、学会の研究者） - 2シリーズ

### 劇場アニメ
- ルパン三世 THE FIRST（2019年、男）
- 日本沈没2020 劇場編集版 -シズマヌキボウ-（2020年）
- 機動戦士ガンダム 閃光のハサウェイ（2021年、エインスタイン大臣）
- 金の国 水の国（2023年、ピリパッパの部下）

### Webアニメ
- 無限の住人-IMMORTAL-（2019年 - 2020年、葦屋、門番、番衆）
- 日本沈没2020（2020年、男性スタッフA）
- ヤキトリ（2023年、複数役）

### ゲーム
- ティアーズ・トゥ・ティアラII 覇王の末裔（2013年）
- 逆転オセロニア（2018年、バロン[12]）
- 恋とプロデューサー〜EVOL×LOVE〜（2019年）
- ソウルキャリバーVI（2020年、九重刑部）
- リネージュM（2020年、サンドワーム）
- 未定事件簿（2021年）
- 原神（2022年）

- BLUE PROTOCOL[13]（2023年）
- 黒い砂漠[14]（2023年）
- ファイナルファンタジーXVI（2023年）

### 吹き替え

#### 映画（吹き替え）
- アドレナリンRUSH（英語版）（リアム校長、ソーン）
- アリータ: バトル・エンジェル（クロニー）
- アリ・G（税関職員）
- アルマゲドン2013（パークス）
- アルマゲドン2014（チェイス〈ジェイソン・ブルックス〉）
- エアポート2013（ポール）
- エアポート2015（英語版）（ターナー）
- オペレーション・フィナーレ（ダニ・シャーロン〈マイケル・ベンジャミン・ヘルナンデス〉）
- ガーディアン（英語版）（ヘンリ・ブライトナー〈ハーバート・ナップ（英語版））
- ガール・オン・ザ・トレイン（ジェイソン、ピート）
- 奇跡の教室 受け継ぐ者たちへ（フランス語版）（イリアン、アキム）
- キャンディージャー（英語版）（デビットソン、テレビ音声）
- キングのメッセージ（ジーコ〈ルーカン・メルコニアン〉）
- 靴職人と魔法のミシン（レオン・ラドロー〈メソッド・マン〉）
- グリム・アベンジャーズ（英語版）（ラガルディア（ヘンリー・ブラウン）
- クリーンスキン 許されざる敵（英語版）（ムジーブ）
- グレイテスト・ショーマン（入れ墨男、ピーナッツ売り）
- サイレントワールド2013（アナウンサー）
- ザ・ガンマン（酔っ払い）
- 砂上の法廷（ルブラン〈ジム・クロック〉）
- ザ・ナショナル・トレジャー ドラゴン神殿の秘宝（タクシードライバー）
- ザ・リディーマー（英語版）
- 猿の惑星: 聖戦記（兵士）
- シャークトパス VS プテラクーダ（英語版）（サイムス〈ロバート・キャラダイン〉）
- ジュラシック・ブリーダー（英語版）
- スター・ウォーズ/最後のジェダイ（レジスタンス士官、切られるストームトルーパー）
- スティンガー（FSB職員）
- スモーク（フィル）
- ソーラーストライク2013（英語版）
- タイガー・ハウス（英語版）（カラム〈エド・スクライン〉）
- タイム・ラヴァーズ 時空を繋ぐ指輪（チャールズ、王）
- ドルフ・ラングレン ゾンビ・ハンター（英語版）（ディーコン）
- ナイト・チェイサー（英語版）（タクシードライバー〈ジェス・リアウディン〉
- ニック/NICK 狼の掟（ゲルウィン、モースバッハ）
- ニック/NICK リベンジ（ゲルウィン、アイクット）
- ニック/NICK ハードペイン（ゲルウィン、刑事）
- NONSTOP ノンストップ（護衛）
- ハイジャッキング（オットー）
- バトル・オブ・バルジ（英語版）（砲手、グレッチ）
- ヒューマンレース（英語版）（神父）
- ファイナル・フェーズ 破壊（英語版）（ニコ・ソラ）
- ファイブ・ウォリアーズ（ルヤンダ〈ムドゥドゥジ・マバソ〉）
- 不屈の男 アンブロークン（ダグラス）
- FLINT 〜フリント 無敵の男〜 後編（ウーソフ大将、ジャンプール）
- ブレンドン・フレイザーのエリートをぶっ飛ばせ!（司会、門番、ハーバードOB）
- ヘイト・ユー・ギブ（モンロー検事）
- 僕が星になるまえに（群衆）
- マーセナリーズ 傭兵部隊（大統領）
- 魔術師マーリンの冒険（ラズモック）
- MYTHICA ミシカ クエスト・フォー・ヒーローズ（英語版）（ハンマーヘッド、司祭）
- メガ・シャークVSグレート・タイタン（ウィルヘルム）
- メガ・シャークVSメカ・シャーク（ネロ）
- モンスター（ティフトン）
- 山猫は眠らない7 狙撃手の血統（ディアブロ）
- 善きサムからの贈り物（英語版）（ジョージ）
- #REALITYHIGH/リアリティ・ハイ（英語版）（ミゲル / バーンズ氏）
- ロビン・フッド/キング・オブ・タイツ（フヒム）
- ロボット（家事ロボット / バシー担当美容師）
- ワールド・オン・ファイアー（デヴォン）

#### ドラマ
- I-Land 戦慄の島（クーパー）
- ヴァイキング 〜海の覇者たち〜 シーズン1（カウコ）
- エージェント・オブ・シールド シーズン4
- NCIS: ニューオーリンズ（アダムス、無線）
- 狼の食卓（英語版）（モーズ〈ジェイコブ・ミング・トレント〉、ビリー）
- ギフテッド 新世代X-MEN誕生 シーズン2
- グッド・ワイフ（カール・ベイリス、タイラー・ビーチャム、ジャミール、フィンチ）
- クリミナル・マインド FBI行動分析課（ガブリエル、リック・スタージェス）
- クリミナル・マインド 国際捜査班（ジョン、駅アナウンス）
- 刑事ルーサー（無線）
- ゲーム シェイカーズ
- ザ・ウィドウ 〜真実を求めて〜（アリエル〈オラフル・ダッリ・オラフソン〉、ガヤ）
- The Ranch ザ・ランチ（英語版）（ケニー・バラード〈ブレット・ハリソン（英語版）、クリント〈ルー・ダイアモンド・フィリップス〉、ウィルカーソン〈ジャスティン・ムーニー〉、リーチャー）、シーズン2（警備男）
- シークレット・シティ（英語版）（ブレント・モアトン〈メキ・ファイファー〉）
- ジェシカ・ジョーンズ（ビクター、バス音声）
- シカゴ P.D.
- シカゴ・ファイアー
- SCORPION/スコーピオン（ナディムガーディ、兵士、バーテンダー、ペロッツィ、対戦相手）
- ティーン・ウルフ（英語版）（ボイド）
- ニックのいたずら（英語版）（ボビー）
- プリーチャー
- Project Mc2（英語版）（フランソワ・ダローン）
- HOMELAND シーズン1（無線）
- ボクらを見る目（ボビー・マックレイ〈マイケル・ケネス・ウィリアムズ〉）
- マーズ 火星移住計画（英語版）（グランズフェルド、ディアマンディス、シェップ、ボーン、フランク）
- マクマフィア（アントニオ・メンデス〈カイオ・ブラット（英語版）〉、レズニック）
- やりすぎ配信! ビザードバーク
- リリーが一番!〜恋も仕事も全力ガール〜（英語版）（ハミルトン、ミッチェル）

#### アニメ
- アバローのプリンセス エレナ（リーバス大尉）
- アベンジャーズ・アッセンブル ウルトロン・レボリューション（ウィップラッシュ）
- カエルのリビット めざせ!プリンセスの国（クモ)
- 風の王国と魔女（風の番人、豚兵）
- ザ・シンプソンズ シーズン15（スネーク〈3代目〉、エディ〈3代目〉）
- シュガー・ラッシュ:オンライン（ウイルス・ワーム[15]）
- ドックのおもちゃびょういん（フリッカー）
- ブルー・エレファント（ティアン）
- ミッキーマウスとロードレーサーズ（アシュトン）
- ラブ、デス&ロボット
- ロスト・イン・オズ（英語版）（緑ノーム）

### テレビドラマ
- 釣りバカ日誌〜新入社員 浜崎伝助〜（テレビ東京、方言指導）

### 映画
- ミッシング66 - 検事 役

### 舞台
- 今度は愛妻家（サトル）
- 深海のカーニバル（大月）
- 第三の証言（矢野考次）
- 町人貴族（ダンスの先生）
- 夏の夜の夢（シーシュース、オーベロン）
- 二月のディナー（仁司）
- 破壊ランナー（ライデン）
- 箱の中身（ボブ長谷川）
- 僕の東京日記（ピータン）
- 夜曲（ノクターン）放火魔ツトムの優しい夜（十五）
- ハト男
- 不思議なクリスマスのつくりかた（ライナス）
- 落陽ラプソディ（助川）
- Little StepsVII（TAKU）
- Little StepsVIII（親友）
- わが町（ウェブ氏）

### シリーズ一覧
1. ↑  第1期（2024年）
、第2期（2025年）